# Piotr Zakrzewski (prawnik)
Piotr Zakrzewski (ur. 27 listopada 1971 w Lublinie) – polski prawnik, doktor habilitowany nauk prawnych, profesor nadzwyczajny Katolickiego Uniwersytetu Lubelskiego Jana Pawła II, specjalista w zakresie prawa cywilnego.

## Życiorys
W 1997 ukończył studia prawnicze na Wydziale Prawa Kanonicznego i Świeckiego Katolickiego Uniwersytetu Lubelskiego i został zatrudniony na stanowisku asystenta w Katedrze Prawa Handlowego KUL. W 2002 na podstawie napisanej pod kierunkiem Henryka Ciocha rozprawy pt. Charakter prawny majątku spółdzielni otrzymał w KUL stopień naukowy doktora nauk prawnych nauk prawnych w zakresie prawa. W 2003 został adiunktem w I Katedrze Prawa Cywilnego KUL. Na podstawie dorobku naukowego oraz rozprawy pt. Status prawny członka spółdzielni mieszkaniowej w spółdzielczych stosunkach lokatorskich uzyskał na macierzystym wydziale stopień doktora habilitowanego nauk prawnych w zakresie prawa, specjalność: prawo cywilne. 1 stycznia 2012 objął stanowisko kierownika II Katedry Prawa Cywilnego KUL. W 2013 został ekspertem sejmowej Komisji Nadzwyczajnej ds. rozpatrzenia projektów ustaw z zakresu prawa spółdzielczego.
Został profesorem nadzwyczajnym KUL.
Od 2013 członek Rady Programowej wydawanego przez Spółdzielczy Instytut Naukowy czasopisma "Prawo i Więź", a następnie jego redaktor naczelny. W 2011 laureat nagrody za I miejsce w konkursie Spółdzielczego Instytutu Naukowego za najlepszą pracę poświęconą tematyce spółdzielczej. Współautor tomu 21 (Prawo spółdzielcze) Systemu Prawa Prywatnego Wydawnictwa C.H. Beck.
W 2018 w trakcie kryzysu wokół Sądu Najwyższego w Polsce zgłosił swoją kandydaturę na sędziego Izby Cywilnej Sądu Najwyższego, jednak nie została ona przyjęta przez Krajową Radę Sądownictwa.
Został odznaczony w 2017 Brązowym Krzyżem Zasługi.